# Audi Type E

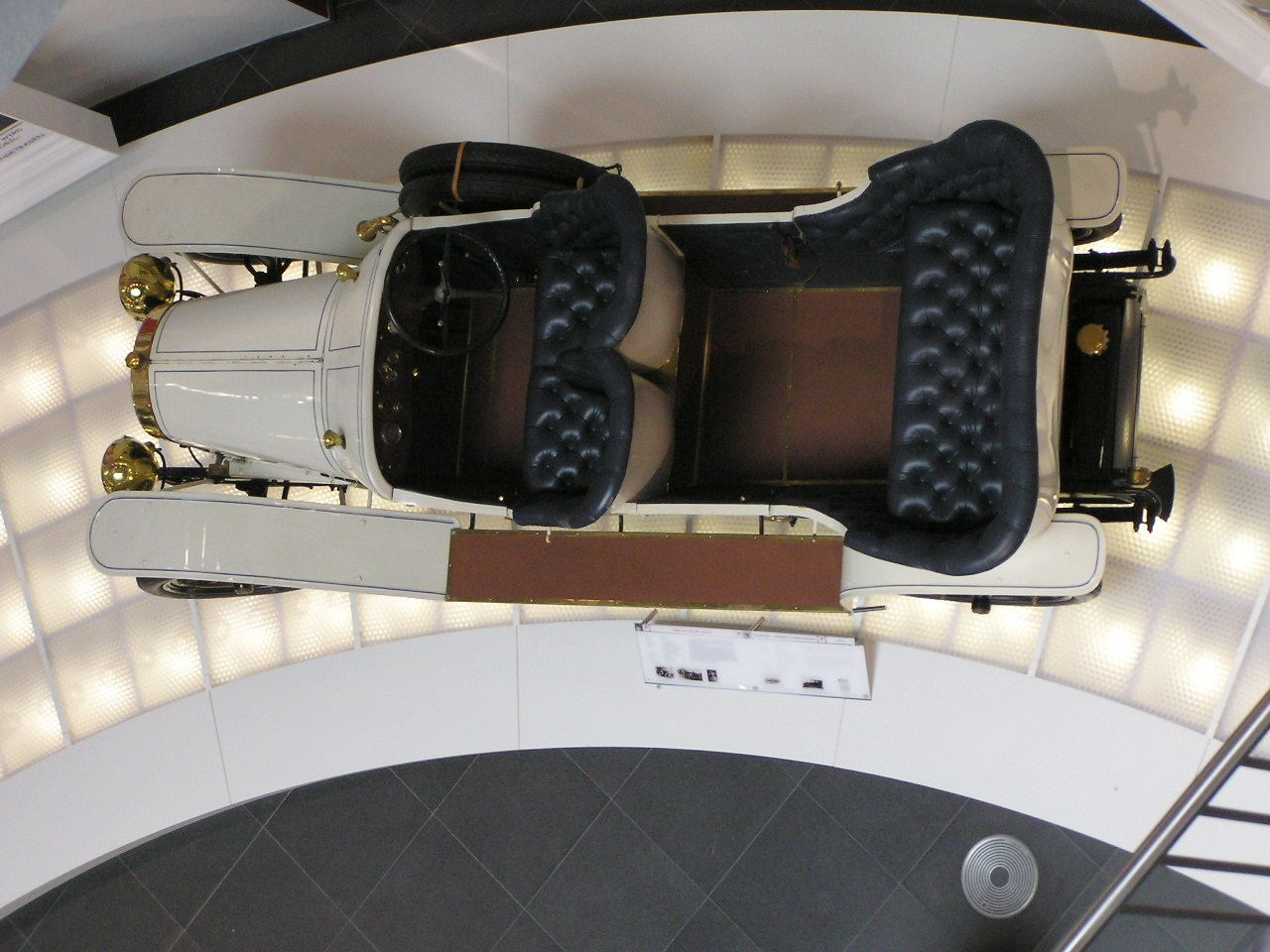
Audi Type E du Musée Audi d'Ingolstadt.

L’Audi 22/55 ch Type E était une voiture de luxe qu’Audi Automobilwerke GmbH Zwickau (Audiwerke AG Zwickau à partir de 1915) a commercialisée en 1913 en plus de la petite Type B, de la moyenne Type C et de la grande Type D. Le prototype 18/45 ch a été achevé en 1911. La Type E était la plus grande voiture fabriquée par Audi avant la Première Guerre mondiale.
Le véhicule était équipé d’un moteur quatre cylindres en ligne IOE à deux blocs d’une cylindrée de 5,7 litres installé à l’avant. Il développait 55 ch à 1 650 tr/min. Il entraînait les roues arrière via une transmission à quatre vitesses à arbre intermédiaire et un arbre à cardan. La voiture avait un châssis en échelle et deux essieux rigides à ressorts à lames. Elle était disponible en tant que voiture de tourisme à quatre places ou en berline quatre portes.
350 exemplaires ont été produits de 1913 à 1924.